# Михайлівка (Якутія)
Михайлівка (рос. Михайловка) — село Амгинського улусу, Республіки Саха Росії. Входить до складу Соморсунського наслегу.
Населення — 821 особа (2015 рік).